# گراند دارایی
گراند دارایی (به لاتین: Grand Darray) یک کوه در سوئیس است که در کانتون وله واقع شده‌است. گراند دارایی ۳٬۵۱۴ متر بالاتر از سطح دریا واقع شده‌است.